# Cottonera Lines
Cottonera Lines (malt. Is-Swar tal-Kottonera), znane również jako Valperga Lines (malt. Is-Swar ta' Valperga) to linia fortyfikacji w Bormli i Birgu na Malcie. Zostały one zbudowane w XVII i XVIII w. w celu stworzenia zewnętrznej linii obronnej Trzech Miast: Birgu, Isli i Bormli. Otaczają one wcześniejszą linię fortyfikacji, znaną jako Santa Margherita Lines.

## Historia

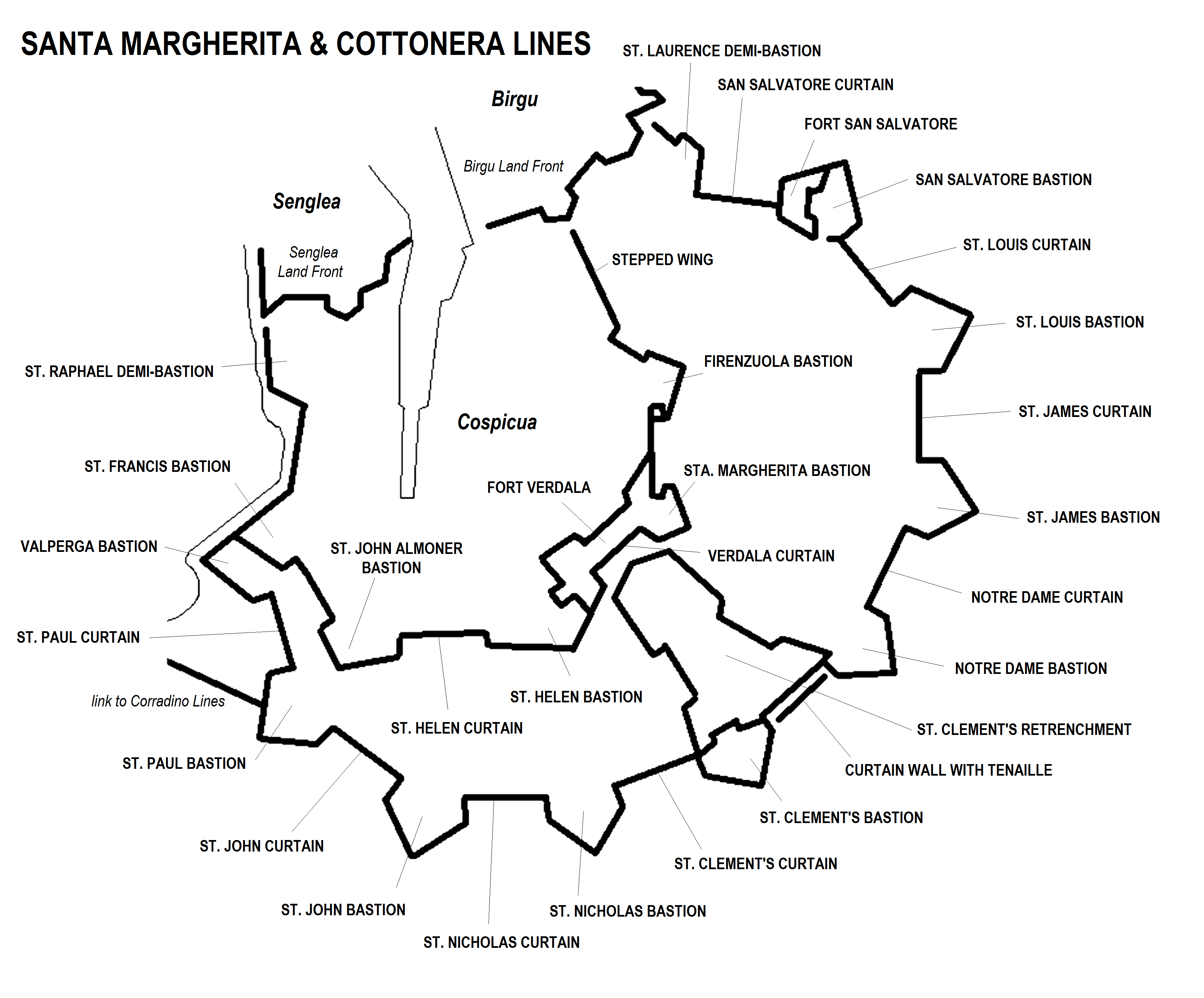
Mapa Cottonera Lines i Santa Margherita Lines. Cottonera Lines to zewnętrzna linia fortyfikacji.

W roku 1638 rozpoczęto budowę Santa Margherita Lines, by osłonić fortyfikacje frontowe Birgu i Isli. Prace wkrótce stanęły z powodu braku funduszy, i fortyfikacje pozostały nieukończone.
W roku 1669, gdy wzrosła obawa przed atakiem Turków osmańskich po zdobyciu przez nich Kandii, zapadła decyzja budowy nowej linii fortyfikacji, otaczających fortyfikacje frontowe Birgu i Isli, jak również nieukończone Santa Margherita Lines. Nowa linia obronna została nazwana Cottonera Lines, na cześć rządzącego Wielkiego Mistrza Nicolasa Cotonera. Jej projektantem był włoski inżynier Antonio Maurizio Valperga, który zmodyfikował również Floriana Lines, jak też inne fortyfikacje w Grand Harbour. Cottonera Lines miały pomieścić w swoim obrębie do 40 000 ludzi wraz ze zwierzętami.
Budowa Cottonera Lines rozpoczęła się 28 sierpnia 1670 roku, kiedy Wielki Mistrz Nicolas Cotoner osobiście położył kamień węgielny pod Bastion św. Mikołaja. Linia fortyfikacji została nazwana „najbardziej ambitną budową fortyfikacji, podjętą kiedykolwiek na Malcie przez Zakon św. Jana”, a faktycznie, prace zostały wstrzymane w roku 1680 z powodu braku funduszy. Przez ten czas, budowa murów obronnych z bastionami została w większości skończona, i część suchej fosy została wykopana. Lecz pozostałe ważne elementy systemu fortyfikacji, jak nadszańce, raweliny, stok przed frontem fortyfikacji (glacis) oraz osłonięta droga za wałem (covertway), nie zostały jeszcze wykonane.
Na początku XVIII w. podjęto starania, aby ukończyć budowę obu linii fortyfikacyjnych: Cottonera Lines i Santa Margherita Lines. Zbudowano prochownie na Bastionie św. Jakuba i Bastionie św. Klemensa, a na Bastionie św. Salwatora – Fort św. Salwatora. Budowa linii została wreszcie zakończona w latach 1760., lecz sucha fosa została pozostawiona w stanie nieukończonym, a elementy zewnętrzne fortyfikacji oraz nadszańce nie zostały nigdy zbudowane.
W czasie blokady Francuzów (1798–1800) linie były w ich rękach. Maltańscy powstańcy, którzy zbuntowali się przeciwko okupantom, zbudowali system transzeji wokół Cottonera Lines oraz w rejonie portu. Szereg baterii i posterunków obserwacyjnych, jak Tal-Borg Battery czy Windmill Redoubt zostało zbudowanych w pobliżu. W międzyczasie Francuzi ostrzelali Maltańczyków w Żabbar.
W XIX wieku Brytyjczycy zmodernizowali linie, budując Umocnienie św. Klemensa, które połączyło Cottonera Lines z Santa Margherita Lines. W latach 1870. zburzono Bastion Valpergi oraz Kurtynę św. Pawła, aby zrobić miejsce dla rozbudowującej się stoczni.
Fortyfikacje zostały wpisane na Listę Zabytków 1925.

## Układ fortyfikacji
W skład Cottonera Lines wchodzą poniższe bastiony i mury osłonowe (od Kalkara Creek do French Creek, ruchem wskazówek zegara):
- St. Laurence Demi-Bastion (Półbastion św. Wawrzyńca) – dwupoziomowy półbastion, łączący Cottonera Lines z fortyfikacjami frontowymi Birgu. Jego dolna część została zniszczona w czasie II wojny światowej, zaś górna część mieści teraz szkołę[9].
- San Salvatore Curtain (Kurtyna św. Salwatora) – mur osłonowy pomiędzy półbastionem św. Wawrzyńca a Bastionem św. Salwatora. Znajduje się w nim San Salvatore Gate (Brama św. Salwatora) i dwa współczesne przejścia[10][11].

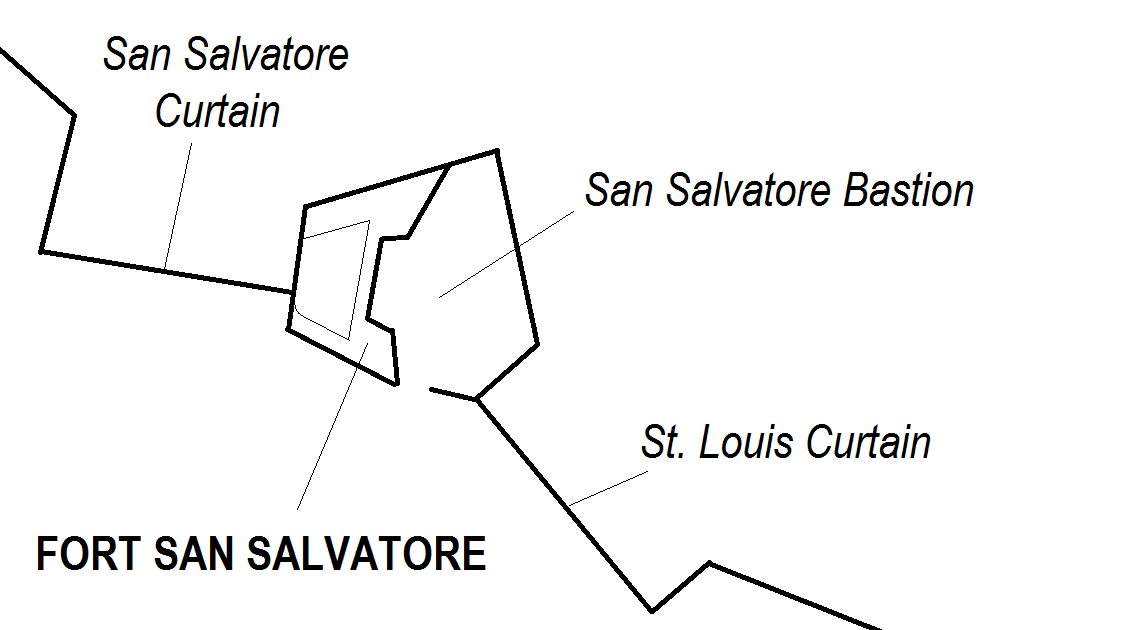
Mapa San Salvatore Bastion (włączając Fort San Salvatore) oraz przylegających murów osłonowych (Curtain)

- San Salvatore Bastion (Bastion św. Salwatora) – pięcioboczny bastion, osłaniany przez Fort San Salvatore, zbudowany w roku 1724[12][13].
- St. Louis Curtain (Kurtyna św. Ludwika) – mur osłonowy pomiędzy Bastionem św. Salwatora i Bastionem św. Ludwika. Mieści się w nim zablokowana St. Louis Gate (Brama św. Ludwika)[14][15].
- St. Louis Bastion (Bastion św. Ludwika) – pięcioboczny bastion, w którym znajduje się postument karabinu maszynowego z czasów II wojny światowej, cmentarz z XIX w. oraz prywatny sad[16].
- St. James Curtain (Kurtyna św. Jakuba) – mur osłonowy pomiędzy Bastionem św. Ludwika i Bastionem św. Jakuba. Znajduje się w nim zablokowana St. James Gate (Brama św. Jakuba)[17][18].
- St. James Bastion (Bastion św. Jakuba) – pięcioboczny bastion mieszczący magazyn prochu, zamieniony później na kaplicę. Znajduje się teraz na terenie St. Edward's College[19].
- Notre Dame Curtain (Kurtyna Notre Dame) – mur osłonowy pomiędzy Bastionem św. Jakuba i Bastionem Notre Dame. Znajduje się w nim Notre Dame Gate (Brama Notre Dame) – główna brama Cottonera Lines, oraz dwa współczesne wejścia. Mur był oryginalnie ochraniany przez suchą fosę i kleszcze, już nieistniejące[20][21].
- Notre Dame Bastion (Bastion Notre Dame) – pięcioboczny bastion, zawierający XIX-wieczną redutę[22].
- Mur osłonowy bez nazwy, pomiędzy Bastionem Notre Dame i Bastionem św. Klemensa. Został on znacznie przerobiony w XIX w., kiedy scalano go z Szańcem św. Klemensa (St. Clement's Retrenchment), łączącym Cottonera Lines z Santa Margherita Lines[23]. Jest on osłaniany przez kleszcze[24].
- St. Clement's Bastion (Bastion św. Klemensa) – pięcioboczny bastion, znacznie przerobiony w XIX w., kiedy łączono go z St. Clement's Retrenchment. Posiada linię obronną z półbastionami, magazyn prochu oraz, z czasów II wojny światowej, baterię przeciwlotniczą wraz ze stanowiskiem sterującym i czterema betonowymi podstawami dział[25].
- St. Clement's Curtain (Kurtyna św. Klemensa) – mur osłonowy pomiędzy Bastionem św. Klemensa i Bastionem św. Mikołaja. Zawiera zamurowaną St. Clement Gate (Bramę św. Klemensa)[26][27].
- St. Nicholas Bastion (Bastion św. Mikołaja) – pięcioboczny bastion, zawierający baterię z kazamatami oraz blok koszarowy[28].
- St. Nicholas Curtain (Kurtyna św. Mikołaja), również znana jako Polverista Curtain (Kurtyna Polverista) – mur osłonowy pomiędzy Bastionem św. Mikołaja i Bastionem św. Jana. Znajduje się w nim współczesne łukowe przejście[29].
- St. John Bastion (Bastion św. Jana) – pięcioboczny bastion, zawierający baterię z kazamatami, oraz stanowisko karabinu maszynowego z okresu II wojny światowej. W latach 1960. na piazza (placu) bastionu zbudowano osiedle domków mieszkalnych[30].
- St. John Curtain (Kurtyna św. Jana) – mur osłonowy pomiędzy Bastionem św. Jana i Bastionem św. Pawła. Znajduje się w nim zamurowana St. John Gate (Brama św. Jana)[31][32].
- St. Paul Bastion (Bastion św. Pawła) – pięcioboczny bastion, zawierający kazamaty, zaadaptowane na koszary. W XIX w. bastion został połączony z Corradino Lines. Współcześnie w podstawie bastionu wykonano tunel, pozwalający na dojazd pojazdów do Trzech Miast[33].
- St. Paul Curtain (Kurtyna św. Pawła) – mur osłonowy pomiędzy Bastionem św. Pawła a Bastionem Valpergi. Znajdowała się w nim St. Paul Gate (Brama św. Pawła), znana też jako Porta Haynduieli[34]. Mur osłonowy oraz brama zostały zburzone w latach 1870., aby zrobić miejsce na rozbudowę stoczni[35].
- Valperga Bastion (Bastion Valpergi) – duży półbastion, zburzony w latach 1870., aby zrobić miejsce na rozbudowę stoczni.

Dzisiaj, fortyfikacje od St. Laurence Demi-Bastion do Notre Dame Curtain, znajdują się w granicach administracyjnych Birgu, natomiast od Notre Dame Bastion do St. Paul Bastion - w granicach Bormli.